# 笑本部
笑本部（英語：LMFAO），一個來自於美國加州洛杉磯的電音嘻哈組合，成軍於2006年，成員Redfoo（Stephen Kendal Gordy）和Sky Blu（Skyler Austen Gordy）為叔姪關係。組合在2012年9月21日暂停。
笑本部有幾首膾炙人口的歌曲：
- Party Rock Anthem
- Sexy And I Know It
- Sorry For Party Rocking

## 團名
據官方網站所述，團名LMFAO可有下列意思：
- 「Laughing My Freaking Ass Off」
- 「Love My Friends and Others」

## 錄音室專輯
- 《Party Rock》（Party Rock；2009年9月7日）
- 《狂歡無罪》（Sorry For Party Rocking；2011年6月21日）

## 外部連結
- LMFAO官方網站 （页面存档备份，存于）
- YouTube上的笑本部頻道